# نشرة الجزيرة المغاربية
نشرة الجزيرة المغاربية هي نشرة إخبارية يومية تبثها قناة الجزيرة من الرباط بتمام الساعة العاشرة بتوقيت غرينيتش وتعنى بشؤون المغرب العربي. تم بث أول نشرة مغاربية للجزيرة في 18 نوفمبر 2006 وتبلغ مدة النشرة 55 دقيقة وتهتم أيضا بشؤون الأقليات المسلمة الكبيرة الموجودة في بعض الدول الأوروبية بالإضافة للدول المجاورة لدول المغرب العربي.

## منع بث النشرة المغاربية
في 6 مايو 2008 منعت السلطات المغربية بث نشرة الجزيرة المغاربية من الرباط وقد نفى وزير الاتصال الناطق الرسمي باسم الحكومة المغربية خالد الناصري وجود أي دوافع سياسية وراء قرار المنع.